# Levan Latsuzbaya
Levani Sosoyevich Latsuzbaya (tiếng Nga: Левани Сосоевич Лацузбая; sinh ngày 23 tháng 3 năm 1988) là một cầu thủ bóng đá người Nga. Anh thi đấu cho F.K. Spartak Kostroma.